# Sicherheitspapier
Sicherheitspapier wird in erster Linie von Sicherheitsdruckereien zur Herstellung von Banknoten benötigt, daher ist auch der Name Banknotenpapier geläufig. Darüber hinaus wird es, mit etwas geringeren Anforderungen an die Widerstandsfähigkeit, auch für Pässe, Identitätskarten, Scheckformulare, Wertpapiere, Briefmarken und dergleichen mehr benötigt. In der Kategorie der weniger widerstandsfähigen Papiere unterscheidet man in Sicherheitspapiere, die als Original stets erkennbar sein sollen, und Sicherheitspapiere, die der Vermeidung des unerlaubten Kopierens dienen. Bei diesen Verwendungsarten richtet sich die Papierart nach den Anforderungen der Nutzung, der Weiterverarbeitung, aber auch an die Kriterien der Produktionsmethode. Diese Sicherheitspapiere können individuell hergestellt werden. Oft werden sie im industriellen Einsatz mit Corporate-Identity-Eigenschaften (Logo, Schriftzug etc.) ausgestattet. Sie sind aber auch als vorproduzierte Handelsware in unterschiedlicher Ausprägung erhältlich.

## Anforderungen an Sicherheitspapier

### Fälschungssicherheit
Als Teil der Sicherheitsgestaltung des Druckguts muss Sicherheitspapier Schutz gegen Fälschung bieten und noch bei extremer Beanspruchung stabil bleiben. Die erfolgreiche Absicherung jedes Originalgeldscheins gegenüber durch moderne Farbkopiergeräte und von global operierenden Geldfälschern hergestellte Falschgeldscheine ist aufwendig. Unter diesen Anforderungen unterscheidet sich die Sicherheits- bzw. Banknoten-Papierherstellung erheblich von der übrigen Papierproduktion.
Wasserzeichen und Sicherheitsfaden bereits im Papier sind die bekanntesten Sicherheitsmerkmale. Auf die Oberfläche werden Prägungen, optisch variable Merkmale (Kinegramme und Hologramme) aufgebracht. Der Druckvorgang schließt weitere Kennzeichnungen ein, die danach teilweise mit dem bloßen Auge, teilweise aber nur mit besonderen Apparaturen feststellbar sind. In Zeiten weniger aufwendiger Sicherheitsgestaltung gelangten zuweilen täuschend ähnliche Fälschungen in den Umlauf. Der Schweizer Franken und die Eurobanknoten gehören nach Experteneinschätzung zum fälschungssichersten Papiergeld der Welt.
Der Sicherheitsfaden im Substrat einer Banknote besteht aus einer Polyesterfolie, die bedruckt oder metallisiert wird. Zahlen und Buchstaben zeigen den Wert der Banknote an, damit das hochwertige Substrat nicht für die Fälschung einer höherwertigen Stückelung verwendbar ist. Die bedruckte Polyesterfolie wird auf Schmalschneidmaschinen in schmale Streifen von ca. 1 mm Breite geschnitten und auf Spulen traversierend aufgewickelt. Der aufgespulte Faden wird bei der Herstellung des Banknotenpapiers in die zu formende Papiermasse abgewickelt und eingeführt und dabei vollständig oder auch teilweise vom Papier (als Fensterfaden) ummantelt.

### Widerstandsfähigkeit
Eine Banknote wird zwischen der Herstellung und der Aussonderung durch die Zentralbank von vielen Personen benutzt, sie wird sehr häufig gefaltet, mehrmals unbeabsichtigt gewaschen, erhitzt, zusammengeknüllt und wieder geglättet. Eurobanknoten sind je nach Wert zwischen zehn Monaten und fünf Jahren im Umlauf, ehe sie bei der Banknotenbearbeitung als nicht mehr umlauffähig aussortiert werden. Um dieser Beanspruchung zu widerstehen, bestehen Banknotenpapiere aus einer besonderen Rohstoffzusammenstellung, die sich zu 90 % aus Baumwolle oder anderen Pflanzenfasern zusammensetzt. Nur für Sicherheitspapiere, die nicht derart hoher Beanspruchung ausgesetzt sind, wird auch gebleichter Zellstoff anstelle der teuren Baumwolle verwendet. Dazu gehören beispielsweise Sicherheitspapiere für Pässe, Identitätskarten, Kreditkarten, Scheckformulare, Wertpapiere, Briefmarken und dergleichen mehr.

## Substrate für Banknoten mit erhöhter Umlaufdauer
Um den gestiegenen Anforderungen an besonders strapazierte Notenwerte zu entsprechen, wurden Banknotensubstrate mit erhöhter Haltbarkeit (sog. durable banknote papers) entwickelt:
- Verbesserte Schmutzabweisung: Die Oberfläche des Banknotensubstrats ist mit einer schmutzabweisenden Schicht versehen. Eine dünne Lackschicht wird direkt auf das Substrat aufgetragen; Papierdicke und -struktur bleiben unverändert, so dass die Banknote ihre besonderen haptischen Eigenschaften behält. Sogenannte durable papers, die unter den Markennamen LongLife, Platinum, Marathon Coated, Diamone und Flesure etc. angeboten werden, schützen die Banknoten vor Verschmutzung und weiteren Umwelteinflüssen und sorgen dafür, dass sie länger in Umlauf bleiben.[2]

- Erhöhte mechanische Festigkeit: Mit Produkten wie z. B. Synthec, Marathon, Diamone Composite etc. reagierten die Hersteller auf die zunehmende Nachfrage nach höheren mechanischen Festigkeiten im Papier, da Banknoten tendenziell immer lappiger werden und schneller einreißen, je länger sie zirkulieren. So besteht das Substrat Synthec z. B. zu 80 % aus Baumwollfasern, die übrigen 20 % sind Synthese-Fasern, die länger und flexibler als Baumwollfasern sind. Diese bilden im Baumwollfasergebinde ein dichtes Netzwerk, das der Banknote Stütze verleiht – ähnlich wie ein Korsett – und die mechanische Festigkeit erhöht und die Lebensdauer verdoppelt. Auf Synthec gedruckte Banknoten sind weitaus unempfindlicher gegenüber Klimaschwankungen als Banknoten auf Standard-Banknotenpapier.

Darüber hinaus gibt es Banknotensubstrate als Kombination von Papier und Kunststoff, z. B. Hybrid der Papierfabrik Louisenthal, Durasafe von Landqart und EverFit von Portals Paper (De La Rue). Sie sind noch haltbarer und erlauben zusätzliche Sicherheitsmerkmale.

## Herstellungsmenge
Weltweit existieren ungefähr 30 Betriebe, meistens Staatsunternehmen, die Sicherheitspapier für Banknoten herstellen. Die Gesamtproduktion wird auf 140.000 Jahrestonnen geschätzt. Dies entspricht ungefähr der Menge, die eine Papiermaschine für Zeitungspapier innerhalb von vier bis fünf Monaten produziert. Namhafte europäische Privatunternehmen sind Arjowiggins (Frankreich), De La Rue (UK), Fedrigoni (Italien), Landqart (Schweiz) und Papierfabrik Louisenthal (Deutschland).
Die Menge des hergestellten Papiers ist – verglichen mit anderen Papiersorten – relativ gering, aber stabil, da zur Sicherstellung einer stabilen Währung mit langfristig gleichbleibenden Zahlungsmitteln in einem Land nur eine begrenzte Menge an umlaufenden Banknoten notwendig und erforderlich ist.
Die Papierherstellung gilt aufgrund der notwendigen Geheimhaltung der Ingredienzien und Herstellungsverfahren als anspruchsvoll. Das gilt in gleicher Weise für Konstruktion und Bau der dazu notwendigen Produktionsanlagen.

## Papiermaschine für Banknoten
Banknotenpapier wird meist auf sogenannten Gleichstrom-Rundsieb-Maschinen hergestellt. Nur diese Rundsiebtechnik ermöglicht die Herstellung von Wasserzeichen fein abgestufter Schattierung. Ein wichtiger Bestandteil dieses Rundsiebes ist der Expansionszylinder. Auf ihn werden mehrere Siebe aufgezogen und gespannt. In ein Sieb ist das Wasserzeichen des jeweils produzierten Notenpapiers eingeprägt. Da auf einer Maschine in der Regel unterschiedliche Währungen mit unterschiedlich großen Scheinen hergestellt werden, müssen die Siebe häufig gewechselt werden. Die Arbeitsbreiten der Banknoten-Papiermaschinen liegen bei maximal 2800 mm und ihre Geschwindigkeiten bei 20–90 m/min. Sie erstellen bis zu 60 Nutzen auf einem Druckbogen.